# Diffusionsforschung
In der geographischen Diffusionsforschung wird die Ausbreitung (vergleiche Diffusion, Physik) von Informationen, Innovationen und menschlichen Aktivitäten (vergleiche Humangeographie) im Raum erforscht: Was bestimmt den Ausbreitungsweg einer Krankheit, einer technischen Neuerung oder einer Kultur?

## Räumliche Diffusion
Ausgangspunkt der Erforschung eines Ausbreitungsvorgangs im Raum ist die Beobachtung einer Innovation – beispielsweise die Einführung eines neuen Produkts (Wirtschaftsgeografie), die Anwendung neuer Ideen; allgemein die Verbreitung von Tätigkeiten oder Objekten, die von einem Individuum oder einer sozialen Gruppe als neu angesehen werden – die sich mit Hilfe zwischenmenschlicher Kontakte im Zeitverlauf ausbreitet und schließlich eine Raumeinheit zumeist vollständig erfasst.
Dabei wird die Innovation von einem Menschen, der sie bereits übernommen hat (Adoptor) an einen/mehrere weitere Menschen weitergegeben. Auf die Charakterisierung der Verbreitung einer Innovation wird im Folgenden noch eingegangen. Zunächst lässt sich der Prozess der bewussten Übernahme einer Innovation folgendermaßen charakterisieren:
- Die Adoptionsbereitschaft und -geschwindigkeit einer Innovation wächst mit der Stärke der Wahrnehmung ihres relativen Vorteils
- Je mehr eine Innovation mit den bestehenden Werten, Normen sowie den Erfahrungen der Alltagspraxis übereinstimmt, umso größer wird die frühe Akzeptanz und damit die Adoptionsgeschwindigkeit sein.
- Eine Innovation wird umso langsamer in den Alltag integriert, je komplexer sie ist und je mehr neue Kenntnisse und Fähigkeiten zu ihrer Nutzung benötigt werden.
- Sofern eine Innovation Möglichkeiten zur Erprobung und Anpassung bietet und z. B. auf kleiner Basis erprobt werden kann, desto eher können Ungewissheiten beseitigt und Entscheidungsprozesse beschleunigt werden.
- Je einfacher es für den potentiellen Adoptor ist, einen Innovationsprozess oder die mit einem Produkt gemachten Erfahrungen zu beobachten und zu evaluieren, umso schneller wird die Entscheidung zur Übernahme getroffen.

## Formen der räumlichen Diffusion
Erste Ansätze einer geschlossenen geographischen Innovations-Diffusions-Theorie entwickelte der schwedische Forscher Torsten Hägerstrand in seiner Veröffentlichung The Propagation Of Innovation Waves (1952). Im Zentrum seiner Untersuchungen standen die Gesetzmäßigkeiten der räumlichen Verbreitung von Neuerungen. Sein methodisches Ziel war es, den Diffusionsprozess mit Hilfe mathematischer Modelle in Form von Computeralgorithmen so realitätsnah wie möglich darzustellen und zu simulieren.
Ausgehend von der Annahme, dass die Weiterverbreitung einer Innovation (beim Kontakttypus) stets an persönliche Kontakte zwischen Menschen gebunden ist, gehörte zu seinen Grundannahmen das Vorhandensein eines Kommunikationsnetzes, das er als „mean information field“ bezeichnete. Innerhalb dieses Feldes wird es mit wachsender Entfernung vom Informationszentrum immer unwahrscheinlicher, mit Information versorgt zu werden. Die Wahrscheinlichkeiten lassen sich statistisch ermitteln und damit auf einfache Weise in ein mathematisches Modell überführen.

### Expansive Diffusion

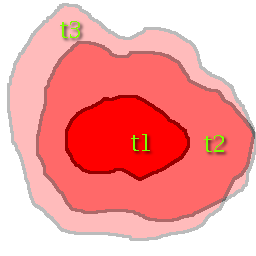
Kontakt- bzw. expansive Diffusion zu den Zeitpunkten t1, t2, t3

Bei der expansiven Diffusion verbleiben die Informationsträger (Adoptoren) größtenteils am Ausgangsort. Zwischen zwei Zeitpunkten vergrößert sich die Gesamtfläche der Verbreitung ausschließlich durch Kontakte mit weiteren potentiellen Adoptoren ausgehend vom Ursprungsort.
Die Wahrscheinlichkeit der Ausbreitung sinkt mit der räumlichen Distanz zum Quellort.

### Relokative Diffusion

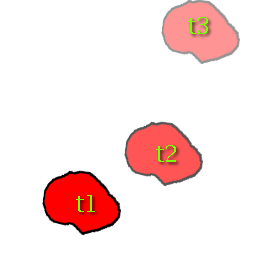
Verlagerungs-Diffusion mit Stadien t1, t2 und t3

Bei der Verlagerungs-Diffusion (Relokations-Diffusion) verlassen die Adoptoren das Ursprungsgebiet und verlagern sich in neue Regionen, in denen sie jeweils die Verbreitung der Innovation auslösen. Beispiele sind ansteckende Krankheiten, die in mehreren Regionen fast zeitgleich ausbrechen, indem sie rasch (z. B. durch Flugreisende) in neue Regionen verlagert werden.
Diese Diffusionsform steht zumeist im Zusammenhang mit Wanderungsprozessen unterschiedlicher Maßstäblichkeit und Reichweite.
Die Verbreitungswahrscheinlichkeit ist an die Bewegung der Adoptoren gekoppelt.

### Kombinierte Diffusion

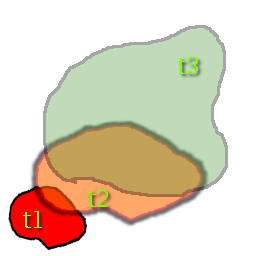
Kombinierter Diffusionstyp

Kombinierte Expansions- und Verlagerungsprozesse sind die häufigste Form der Diffusion. Hierbei überlagern sich Ausbreitungsprozesse von einem Ursprungsort (Kontaktdiffusion) mit der Relokations-Diffusion durch Verlagerung der Ausbreitungsquelle.
Die Ausbreitung ausländischer Arbeitnehmer in der Bundesrepublik Deutschland mag als ein Beispiel für den Typus des kombinierten Diffusionsprozesses dienen.
Die Ausbreitungswahrscheinlichkeit ist in diesem Fall sowohl abhängig von der räumlichen (sozialen) Distanz zum Ausgangspunkt als auch abhängig von der Bewegungsrichtung der Adoptoren.

### Hierarchische Diffusion
Es wurde häufig beobachtet, dass die Ausbreitung einer Neuerung (z. B. Fernseher, Mobiltelefone, Faxgeräte, Mode) nicht gleichmäßig, sondern in Abhängigkeit von der hierarchischen Ordnung eines Siedlungssystems abläuft. Diese Abhängigkeit zeigt sich sowohl in Verdichtungsräumen als auch in ländlich geprägten Regionen.
Auch die Ausbreitung in einer sozial gegliederten Gesellschaft verläuft oft in Form einer hierarchischen Diffusion, indem Innovationen zunächst von Angehörigen der obersten sozialen Schicht angenommen werden und allmählich in untere Schichten sickern.
Bei der hierarchischen Diffusion hängt die Ausbreitungsgeschwindigkeit von der Richtung der Verbreitung ab: Während ein Diffusionsprozess von oben nach unten relativ rasch abläuft, ist die Verbreitungsgeschwindigkeit von unten nach oben deutlich geringer.

## Anwendung
Das Wissen über die Mechanismen und die Raumwirksamkeit von Diffusionsprozessen findet breite Anwendung in unterschiedlichen Spezialdisziplinen. Als stellvertretende Beispiele seien hier die Epidemiologie und die Marktforschung genannt.